# Mario Borghezio
Mario Borghezio (né le 3 décembre 1947 à Turin) est un avocat et un homme politique italien. Il est député européen de la Ligue du Nord, pendant 18 ans, de 2001 à 2019.

## Biographie

### Carrière politique
Avant de rejoindre la Ligue du Nord, ses expériences politiques furent celles de la mouvance monarchiste et des milieux d'extrême droite extra-parlementaire. Il a affirmé avoir milité dès sa jeunesse dans le mouvement Jeune Europe (mouvement international d'inspiration national-révolutionnaire fondé par Jean Thiriart),.  Il a également milité au sein du groupe néofasciste Ordine Nuovo.
Diplômé en droit, il affirme dans le livre Derrière les lignes du Front. Immersions et reportages en terre d'extrême droite avoir travaillé comme juriste aux côtés des grands dirigeants du Zaïre du maréchal Mobutu. Il affirme également avoir rencontré Mobutu personnellement, à plusieurs reprises, entre 1971 et 1973.
Devenu responsable de la Ligue du Nord, Mario Borghezio a été conseiller municipal de Turin, député à la Chambre de 1992 à 2001, sous-secrétaire à la justice en 1994 pendant le premier gouvernement Berlusconi. 
De 1999 à 2004, il est président du « gouvernement de Padanie » auto-proclamé. 
Il est élu député au Parlement européen en 2001, puis réélu en 2004 sur la liste de la Ligue du Nord dans la circonscription Nord-Ouest, recevant 35 000 voix de préférence. Il est réélu lors des élections européennes de 2009 avec 48 290 voix préférentielles. Lors des élections de 2015, il se présente dans la circonscription Italie centrale où la Ligue du Nord a moins de possibilités de réussir : il est néanmoins réélu avec seulement 5 837 voix (le plus faible score de tous les députés européens, en raison du soutien de CasaPound dans le Latium et en raison du désistement d'autres députés de la Ligue élus.
Inscrit à l'origine, comme les autres membres de la Ligue, au groupe Indépendance/Démocratie, il est passé le 27 avril 2006 parmi les non-inscrits. En mars 2006, Indépendance et démocratie avait en effet temporairement expulsé les parlementaires de la Ligue pour des désaccords sur la gestion du groupe et à la suite des provocations de Roberto Calderoli après la publication des caricatures de Mahomet du journal Jyllands-Posten qui ont conduit à la démission de ce dernier du gouvernement. Par la suite il rejoint l'Union pour l'Europe des nations.
Borghezio est membre de la Commission pour les libertés civiles, la justice et les affaires intérieures, de la Commission pour les pétitions ; de la Commission pour le marché intérieur et la protection des consommateurs ; de la Commission pour l'industrie, la recherche et l'énergie ; de la Délégation à la commission parlementaire mixte UE-Roumanie ; de la délégation à l'Assemblée parlementaire paritaire ACP-UE. 
En août 2009, il déclare sur Radio Padania Libera qu'il aurait demandé « au siège européen que tous les États membres levassent le secret dans lequel sont tenues les observations d'OVNI. Je veillerai, a-t-il ajouté, à ce que ceux qui nous représentent au Conseil de l'Europe fassent aussi la même chose. »
Le 11 novembre 2010, Mario Boghezio est l'invité d'honneur de la journée annuelle de Synthèse nationale à Paris qui regroupe les différentes formations de la droite nationaliste et identitaire française.
Il proteste contre le fait de ne pas pouvoir être candidat à un mandat ultérieur lors des élections européennes de mai 2019, la Ligue de Matteo Salvini ne l’ayant pas retenu.
Il accuse en 2021 les dirigeants d’extrême droite Giorgia Meloni et Matteo Salvini d'écarter les personnalités néofascistes des fonctions à responsabilité au sein de leurs partis respectifs.

### Positionnement politique
Mario Borghezio se réclame du théoricien fasciste Julius Evola.
Il propose en 2001 de relever et de classer les empreintes des pieds des Africains entrés en Italie.
Après l'acceptation par la Suisse de l'Initiative populaire « Contre la construction de minarets » en 2009, il a déclaré qu'il s'agissait d'une date historique pour ceux qui croient à la « résistance à l'islamisation ».
En mai 2011, Borghezio a fait des remarques incendiaires après l'arrestation de Ratko Mladić, chef militaire serbe inculpé de crimes de guerre à La Haye, dont le massacre de 8 000 hommes et garçons musulmans à Srebrenica. Borghezio aurait affirmé que «Mladic est un patriote» et que «Les Serbes auraient pu stopper l'avance de l'islam en Europe, mais ils n'étaient pas autorisés à le faire».
Le 3 novembre 2012, à Orange (Vaucluse), Borghezio qui était invité à la convention célébrant les dix ans du mouvement d'extrême droite français Bloc identitaire, a déclaré à la tribune : « Vive les Blancs de l'Europe, vive notre identité, notre ethnie, notre race ! » Le député européen s'en est pris également aux Musulmans et a rendu hommage à la fin de son discours à Robert Brasillach par cette phrase: « Pour nous enthousiasmer, il nous faudrait des poètes comme Brasillach ».

### Controverses
En 1993, il a été condamné à payer une amende de 750 000 lires pour violence sur un jeune clandestin marocain âgé de 12 ans qu'il avait livré à la police.
Le 30 juillet 2011, il a été suspendu pour trois mois par son parti pour avoir glorifié plusieurs idées du manifeste du terroriste norvégien Anders Behring Breivik, auteur des attentats de 2011 en Norvège.
En 2013, Mario Borghezio a tenu des propos jugés racistes à l'endroit de Cécile Kyenge, ministre de l'intégration du Gouvernement Letta et originaire de la République démocratique du Congo, considérant qu'« elle était sans doute une bonne femme au foyer mais pas une ministre ». Il démissionne le 22 mai 2013 du groupe Europe libertés démocratie dont il risquait d'être exclu en raison de propos jugés racistes à l'encontre de Cécile Kyenge. Le 19 mai 2017, il est condamné définitivement à payer la somme de 50 000 € à Cécile Kyenge.